# چمبرز (آریزونا)
چمبرز (به انگلیسی: Chambers) یک منطقهٔ مسکونی در ایالات متحده آمریکا است که در شهرستان آپاچی، آریزونا واقع شده‌است. چمبرز ۱٬۷۵۴٫۱۵ متر بالاتر از سطح دریا واقع شده‌است.